# Chino (tessuto)

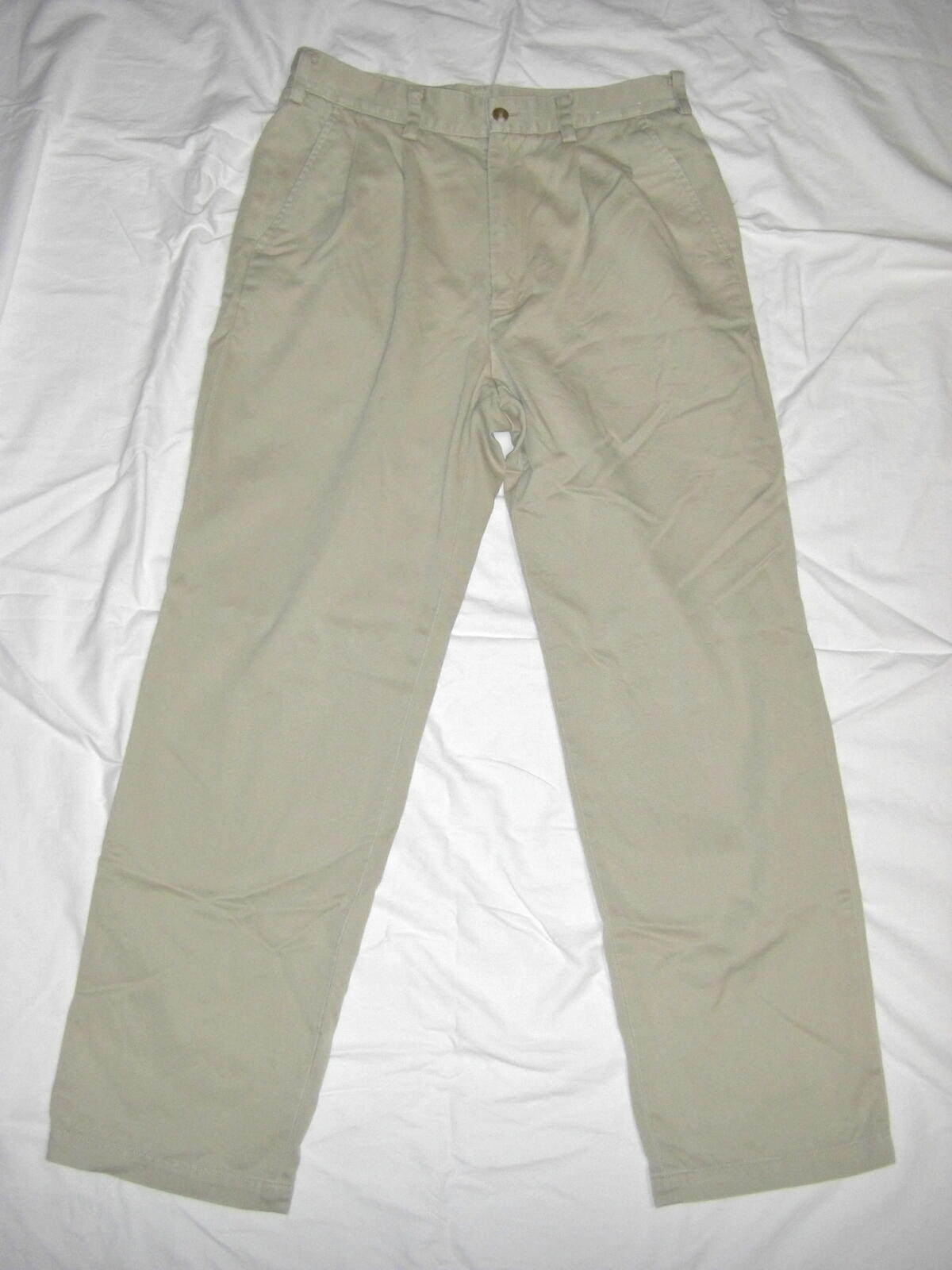
Pantaloni realizzati in panno chino

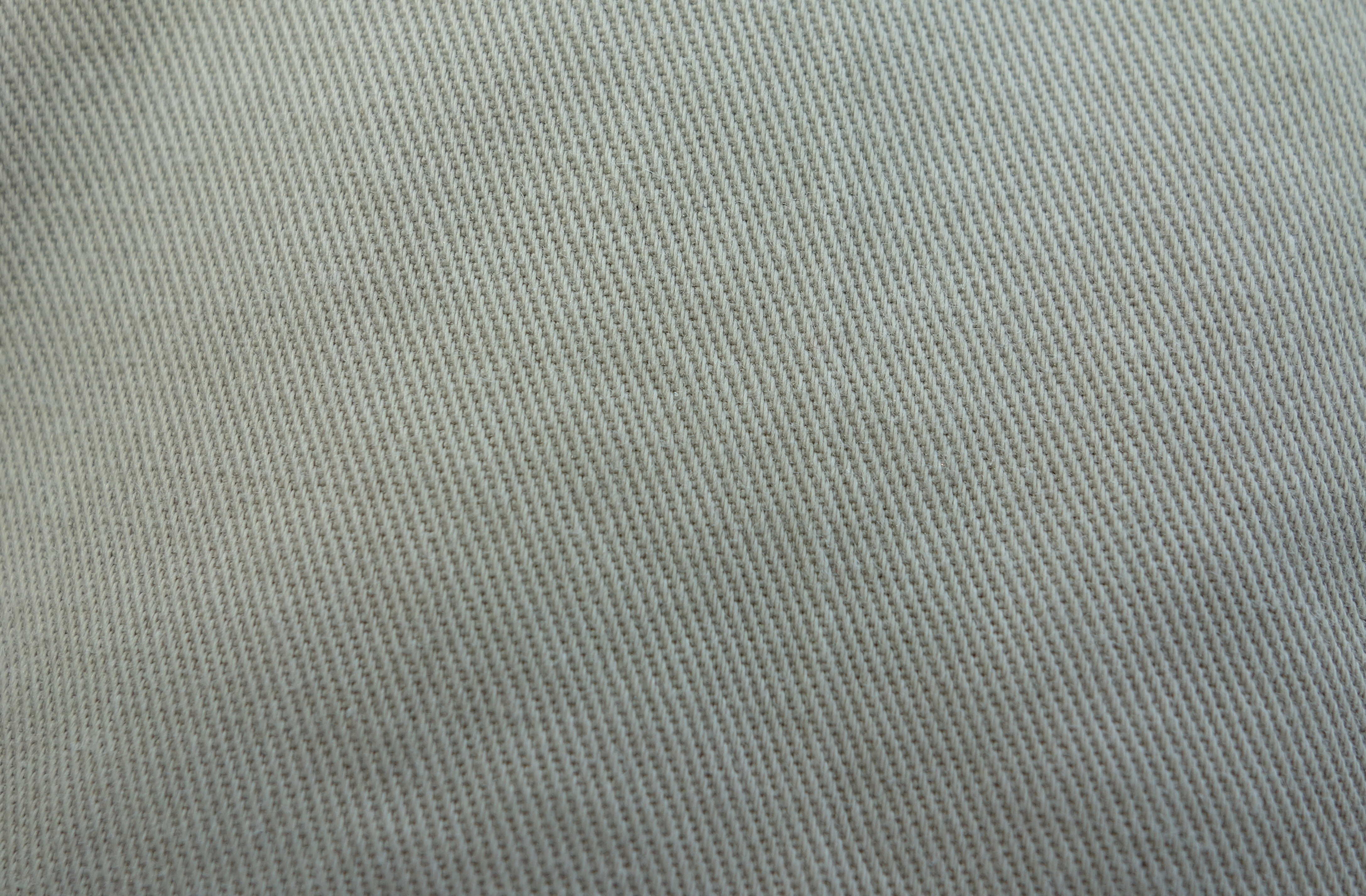
Trama del panno chino

Il chino o anche panno chino (pronuncia: “cino”) è un tessuto intrecciato (twill), tradizionalmente in 100% cotone. Il capo più comunemente confezionato con questo tessuto sono i pantaloni, chiamati "pantaloni chino" o anche semplicemente "i chino".
Sviluppato a metà del XIX secolo per uniformi militari inglesi e francesi, è stato in seguito usato nell'abbigliamento civile. Ha cominciato a diffondersi negli Stati Uniti alla fine della guerra ispano-americana (1898) grazie ai veterani tornati dalle Filippine che indossavano pantaloni militari realizzati con questo tessuto.

## Etimologia
Dato che il tessuto in origine era fatto in Cina, i pantaloni erano noti in spagnolo come pantalones chinos (pantaloni cinesi), che nella lingua inglese si è accorciato nella forma chinos.

## Storia
Dapprima progettato per le forze armate e poi adottato dai civili, il tessuto chino era semplice, duraturo e comodo per i soldati; l'uso di colori di tonalità simili a quelle della terra preluse altresì al camuffamento, al posto delle sgargianti tuniche usate in precedenza. Divenne d'ordinanza negli eserciti britannico e USA nella seconda metà del 1800.
Il tessuto di puro cotone è ampiamente utilizzato per i pantaloni chino. Il colore originale cachi è quello tradizionale e di maggior successo, ma si usano anche molte altre sfumature.